# Index to Organism Names
Pour les articles homonymes, voir Ion (homonymie).
L’Index to Organism Names (ION) est une base de données en ligne des noms scientifiques de taxons de tous les rangs dans le domaine de la zoologie, compilé à partir du Zoological Record (plus tard complété par le contenu du Sherborn's Index Animalium) par ses opérateurs en tant que ressource Internet accessible au public. Initialement développé par BIOSIS, sa propriété est ensuite passée à Thomson Reuters et appartient actuellement à Clarivate Analytics.

## Histoire
L'ION a été initialement développé en tant que composant librement disponible et accessible sur le web d'un projet plus vaste, TRITON (le système Taxonomy Resource and Index To Organism Names) par BIOSIS, alors éditeurs du Zoological Record (ZR) et Biological Abstracts, vers 2000. Tel qu'il a été initialement publié, il couvrait tous les noms d'animaux (sensu lato) signalés dans le Zoological Record depuis 1978, ainsi que les noms de certains autres groupes non couverts par le Zoological Record fournis par plusieurs organisations partenaires (ces dernières ont ensuite été obsolètes dans le système). Son objectif initialement déclaré était de fournir des informations nomenclaturales et hiérarchiques de base, ainsi que des décomptes d'occurrences de volume ZR (reflétant l'utilisation dans la littérature) pour les noms d'animaux, d'identifier le groupe taxonomique auquel appartient un organisme et de créer un lien vers d'autres informations du ZR (ou, initialement, une autre organisation collaboratrice).
En 2006, les produits BIOSIS ont été achetés par Thomson Scientific, puis Thomson Reuters, qui a poursuivi et étendu la base de données ION (exemple d'interface de recherche archivée ici) en utilisant l'URL www.organismnames.com, où elle continue de résider. La division Propriété Intellectuelle et Science de Thomson Reuters a ensuite été acquise par Clarivate Analytics qui continue de rendre ION disponible (à la mi-2019).

## Contenu inclus
Dans sa version initiale, l'index contenait du contenu du Zoological Record datant de 1978, qui a ensuite été étendu à l'ensemble du Zoological Record à partir de 1864. En 2011, Nigel Robinson de Thomson Reuters a décrit une mise à niveau en cours de la base de données, pour inclure plus de 200 000 noms supplémentaires à partir d'une version numérisée du Sherborn's Index Animalium, étendant le contenu d’ION au début de la nomenclature zoologique officielle en 1758,. En 2019, l'Index contenait plus de deux millions de noms nouvellement publiés à partir de 1758 (avec un petit écart autour de la période 1850-1864 correspondant à la différence entre la fin de la couverture de l'Index Animalium et le début du Zoological Record), sur un complément total de plus de cinq millions d'instances de noms, chacune avec un identifiant numérique unique associé (ION LSID).